# Crítiques al liberalisme econòmic
Els crítics del liberalisme econòmic no formen un tot homogeni. Alguns procedeixen dels moviments antiliberals, mentre que altres crítiques, internes, parteixen dels mateixos corrents liberals en desacord respecte al paper que s'atorga a l'Estat amb relació a l'economia: els liberals clàssics volen mantenir un espai de l'Estat en la gestió dels mecanismes econòmics, mentre que els liberals llibertaristes li neguen qualsevol participació.

## Naturalesa i orígens de les crítiques
- Un primer grup està format de les crítiques teòriques del liberalisme en tant que teoria de l'organització del sistema econòmic en la seva totalitat.
- Un segon grup consisteix en les crítiques empíriques, que condemnen les conseqüències de l'aplicació de les polítiques econòmiques derivades de les teories liberals.
- Tradicionaloment hi ha hagut una crítica cristiana del liberalisme econòmic, sobretot exercida des de posicions conservadores (Carlisme, Integrisme catòlic, etc.). Modernament s'ha desenvolupat una crítica cristiana entroncada en un humanisme progressista (Teologia de l'alliberament, Cristians pel Socialisme i altres).
- Moltes crítiques provenen de l'esquerra política i sindical, tant marxista com no marxista, al llarg dels segles XIX i XX.
- Altres venen de Keynes i dels corrents que segueixen més o menys la seva línia (post-keynesianisme i neo-keynesianisme).
- Altres crítiques són més recents i estan en part lligades al discurs antiglobalitzador.

## Comentaris teòrics

### Crítica interna
La crítica interna accepta el marc conceptual de l'economia neoclàssica (autodeterminació dels agents, racionalitat completa de l'individu, informacions perfectes, eficiència de la competència), però posa en dubte algunes de les conclusions referides al liberalisme econòmic.

#### Sobre la llibertat individual
Aquest tipus de crítica accepta la sola presa en consideració de la llibertat individual, però subratlla que la teoria liberal qüestiona poc les condicions de possibilitat per a l'exercici mateix d'aquesta llibertat. Hi ha essencialment tres tipus de condicions:
- La possibilitat física: l'exercici de la llibertat exigeix que les circumstàncies materials no privin l'individu de la possibilitat de triar el que considera millor per a ell. Hom pot, per exemple, demanar-se fins a quin punt una persona que s'ha de prostituir per poder menjar és lliure. Algunes polítiques actuals han reconegut el problema i proposen l'establiment d'un subsidi ciutadà, pagat per exemple en forma de capital inicial (es pagaria en el moment de la majoria d'edat de la persona) que l'individu pot invertir per garantir-se uns ingressos mínims sense risc. Aquesta solució permetria que cada individu partís amb els mateixos mitjans materials (suposant que no hi hagués herència). El Premi Nobel d'economia Amartya Sen ha desenvolupat aquest concepte de capacitats.
- La possibilitat social: l'exercici de la llibertat requereix la mateixa capacitat per processar informació. Això planteja la qüestió de l'educació. El sociòleg Pierre Bourdieu ha construït una teoria dels hàbits que tendeixen a reproduir la desigualtat social. Això explicaria, per exemple, la baixa proporció de joves treballadors en els estudis superiors, mentre que la igualtat davant la llei és la mateixa. De fet, un nen adquireix les seves capacitats gràcies a l'entorn en el qual creix, sobretot gràcies a la qualitat de l'educació, cosa que condueix a un fenomen de reproducció social.[1] Els individus, a la vida real, no partirien en condicions d'igualtat i es falsejaria la competència, fent caure tot l'edifici argumental del neoliberalisme econòmic més radical.
- La possibilitat d'informació: l'exercici de la llibertat reposa sobre la capacitat d'adoptar decisions ben informades sobre les conseqüències que se'n derivaran. Tanmateix, aquesta condició no es compleix si la informació és imperfecta o costosa d'obtenir. Aquestes imperfeccions fan que sigui difícil defensar la idea de l'eficàcia per se del resultat de totes les interaccions lliures entre els agents econòmics.

Els liberals reconeixen aquestes limitacions i hi donen dues respostes: alguns assenyalen la no existència d'un model econòmic més eficaç que l'economia de mercat per assegurar la prosperitat per a tothom. Altres, sense desestimar aquest argument, consideren que aquestes limitacions no han de justificar una limitació de la legítima llibertat dels individus, com per exemple la de disposar lliurement dels seus ingressos o d'enviar els fills a l'escola de la seva elecció.

#### En el manteniment de la competència
Una de les crítiques contra el liberalisme econòmic consisteix a qüestionar la capacitat d'una economia de mercat de mantenir l'estat de lliure competència. La lliure competència entre empreses, de fet, conduiria de manera natural a un desenvolupament més ràpid dels actors econòmics més eficients, tant a través d'un creixement econòmic intern com a través d'adquisicions i, per tant, a la concentració dels actors i a la formació d'oligopolis o monopolis. Aquesta tendència, en contra de les idíl·liques versions de la teoria liberal, es constaten àmpliament a la pràctica.
Aquestes consideracions han dut a alguns autors, tot i seguir valent-se del liberalisme com a filosofia econòmica, a assignar a l'Estat la funció de garantir el manteniment de la lliure competència amb mesures que limitin la concentració (mitjançant la limitació de la quota de mercat, per exemple) o el desmantellament dels oligopolis (els primers exemples es remunten a la política de defensa de la competència de Theodore Roosevelt als EUA).

### Crítica externa
La crítica externa posa en qüestió d'una manera o l'altra els postulats sostenguts pel liberalisme econòmic o, la majoria de les vegades, simplement pel liberalisme, o que li són atribuïdes a ell pels seus adversaris.

#### Contestació dels postulats del liberalisme neoclàssic
(No hi ha monopoli, la informació és disponible per a tots i sense cost, etc.)
En particular, la teoria de l'equilibri general és objecte de crítiques en un nivell teòric en tant que el teorema de Sonnenschein refuta la singularitat d'aquest equilibri general.
El teorema de Sonnenschein mostra que les funcions de l'oferta i la demanda, sorgides del model d'equilibri general de Kenneth Arrow i Gerard Debreu, poden tenir formes que refuten la singularitat i l'estabilitat de l'equilibri general. Com resumeix un economista, "el teorema de Sonnenschein-Mantel-Debreu demostra que el balanç global és en última instància, un edifici buit i inutilitzable." 
Aquesta crítica s'aplica més als economistes neoclàssics que el liberalisme. Per tant, els economistes de l'escola clàssica i de l'escola austríaca no s'identifiquen amb els postulats neo-clàssics i, en canvi, s'hi oposen.

#### Contestació de la primacia de la llibertat com un valor per organitzar la societat
El liberalisme econòmic no proporciona cap predicció sobre el valor dels seus resultats davant els imperatius de l'equitat o la igualtat. Les crítiques al liberalisme consideren que hi ha situacions en què la llibertat no és el punt més fonamental i que han de predominar altres valors (igualtat, la lluita contra l'exclusió, la promoció social ...). Així, Jacques Testart, va dir: "El liberalisme econòmic és l'enemic de l'humanisme." A excepció dels anarco-capitalistes els liberals reconeixen a l'estat un paper per ajudar els més febles, en tant que aquesta intervenció no es transformi en un assistencialisme. Per tant, Friedrich Hayek defensà un paper per l'Estat, mentre que Milton Friedman va proposar un impost negatiu sobre la renda.

#### Crítiques basades en l'anàlisi marxista
Es nega tota pertinença als postulats del liberalisme econòmic. D'acord amb aquest esquema:
- Segons aquesta teoria el liberalisme tendeix a perpetuar les desigualtats inicials, i no seria més que una construcció a posteriori per justificar la dominació econòmica dels detentors del capital sobre els treballadors.
- El liberalisme econòmic seria una tapadora per justificar un comportament egoista. Ludwig von Mises, va respondre a L'acció humana que el capitalisme liberal no defensa els rics, sinó que al contrari lluita perquè cadascú pugui assolir una posició definida pels seus propis mèrits: "La gent que lluita per la lliure empresa no defensa els interessos dels que, a hores d'ara, són rics".
- D'altra banda el marxisme, en les seves múltiples variants, ha considerat el liberalisme econòmic com una "ideologia" més que com una ciència i que, en els seus postulats teòrics, està obertament en contradicció amb la realitat d'uns processos de concentració que, tant en l'aspecte financer com en el productiu, no cessen de desenvolupar-se, convertint el joc de l'oferta i la demanda en paper mullat i amenaça la mateixa supervivència del planeta.

## Crítiques de les aplicacions pràctiques
Les crítiques següents s'adrecen a l'aplicació de decisions que s'emmarquen dins les polítiques definides com a seguidores del liberalisme econòmic. Aquestes decisions no constitueixen més que una aplicació parcial d'un projecte global. Els liberals solen argumentar que els fracassos es deuen al fet que la resta del sistema econòmic, polític i social no apliquen plenament les regles del liberalisme econòmic.

### Crítiques econòmiques
Una línia de crítica es refereix a la capacitat del liberalisme econòmic per generar un desenvolupament estable i a llarg termini de les economies.

#### Crítiques lligades a les crisis econòmiques
Una crítica del liberalisme econòmic clàssic se centra en el caràcter no regular del creixement econòmic que es genera, degut a l'aparició periòdica de crisis econòmiques produïdes per un desequilibri entre l'oferta i la demanda. Aquest desequilibri és atribuït a les decisions irracionals (entusiasme excessiu per a determinats tipus d'indústries per exemple, com per l'excés d'inversió en tecnologia de la informació a finals dels anys 1990) i a l'atomització de les decisions.
Els desequilibris produïts pel liberalisme econòmic poden ser estructurals, com la crisi de sobreproducció de 1929, tradicionalment atribuïda a una debilitat estructural del consum, que s'hauria resolt amb l'establiment de mecanismes de redistribució de la riquesa abans, i especialment després, de la Segona Guerra Mundial, conegut com l'estat de benestar.
Els desequilibris produïts pel liberalisme econòmic poden ser de naturalesa conjuntural, consistint en un simple desequilibri temporal entre l'oferta i la demanda en tota l'economia o en un sector en particular. Per als crítics del liberalisme econòmic, la solució a aquestes crisis passa per una intervenció de l'Estat cap amunt (planificació o orientació de l'economia) o cap avall (política monetària expansiva o pressupostària per superar la crisi, política social per esmorteir-ne els efectes.
Els liberals creuen, al contrari, que en un règim de llibertat econòmica, l'inici dels desequilibris es corregirien ràpidament pel lliure joc del mercat i que aquests desequilibris no poden convertir-se en crisis més que si el govern intervé per evitar aquests ajustaments, per tal de protegir certs grups socials. Val a dir que aquestes teories no es corroboren fàcilment en el terreny de la realitat i confereixen al liberalisme un cert aspecte d'hipòtesi no empírica.

#### Crítica de l'especulació financera
En evitar tot control sobre els mercats que no sigui per garantir-ne la seva existència (el sistema judicial, "policia borsària", sistema de defensa dels drets de propietat ...), el liberalisme econòmic és acusat de deixar el camp lliure a certes formes d'especulació en els mercats, en particular en els financers.
Els crítics atribueixen a aquestes especulacions l'origen de certes crisis econòmiques (la Gran Depressió del 1929, la crisi econòmica asiàtica de 1997, la crisi econòmica argentina de 1998 ...) i la crisi financera de 2007-2008.
El nord-americà James Tobin, Premi Nobel d'Economia, creu que són perjudicials els excessos financers que impliquen l'especulació. Va suggerir gravar-los amb una taxa per limitar els moviments especulatius reiterats, fent-los perdre el seu interés financer a curt termini. L'equilibri entre els beneficis i els desavantatges que tindria aquest impost és molt discutit, així com l'abast que tindria (0,01% en la primera proposta). Tobin mateix va reconsiderar la seva idea i és un adversari de la taxa que va prendre el seu nom de manera incorrecta.
De fet l'especulació, que per definició es basa en una assumpció de riscos, condueix a la riquesa o a la ruïna i la fallida dels implicats, com la crisi d'hipoteques d'alt risc n'ha proporcionat un exemple: els bancs que han invertit fortament en hipoteques d'alt risc hi perden, mentre que els que van invertir tenint en compte el col·lapse d'aquest mercat o que se n'han allunyat han guanyat. De tota manera aquesta consideració ingènua de l'especulació no pot deixar de banda els greus costos socials de tals pràctiques que, segons els crítics antiliberals, seria un element congènit a la lògica del sistema.

### Crítica del retrocés de la política
El liberalisme econòmic privaria la política de mitjans d'acció i transformaria, així, la política en un pur annex del lliure mercat (perquè, si la política no intervé, el mercat en cobrirà la necessitat i n'ocuparà el seu lloc). Aquesta és una crítica del liberalisme en general, ja que la disminució del poder polític, la seva limitació o fins i tot la desaparició completa defensada per alguns (com els llibertaristes), són l'essència del liberalisme. Tanmateix la realitat demostra que l'Estat és imprescindible per garantir el funcionament del sistema liberal (fins i tot en les seves formes més extremes) i que el canvi que s'operaria seria més aviat dins l'àmbit de les polítiques concretes.
Alguns liberals, especialment els defensors de la teoria de l'elecció pública, capgiren aquesta opinió explicant que la capacitat de l'Estat d'intervenir en els assumptes econòmics transforma la política en mercat. Segons ells, qualsevol possibilitat de regulació del mercat per l'Estat implica per als partits polítics un avantatge per vendre (a canvi de vots, per exemple), i pels agents econòmics una renda a comprar.
La idea liberal es basa en el principi del contracte entre parts lliures, que poden negociar i arribar a un comú acord pel joc de l'oferta i la demanda. Aquest sistema és, òbviament, més legítim que un sistema on una part imposa les seves opinions després d'una batalla (encara que només sigui electoral). En realitat, però, és gairebé impossible d'aconseguir que tota una població es posi d'acord en un moment donat per simple regateig i és més difícil com més necessari és. La teoria de l'elecció pública ha de tenir en compte el problema de la legitimitat d'una elecció parcialment imposada.
En aquest àmbit hi ha, d'una banda i de l'altra, una qüestió de principis, que condueix a una oposició irreductible i fins i tot a un complet malentès entre les dues posicions.
- La posició antiliberal o holista posa la font de tota legitimitat en la comunitat, que pot, per voluntat política, delegar una part a algunes persones en la forma d'una participació en els processos de decisió (consulta a través de diversos canals, dret de vot més o menys estès...). Una norma com la de la majoria sembla un compromís acceptable en democràcia, i en aquest context, perfectament legítim en totes les circumstàncies.

- La posició liberal posa la font de tota legitimitat en l'individu. La persona pot, per conveniència i seguretat, alienar una part del seu poder a favor dels òrgans polítics, adherir-se a les normes de la comunitat, etc. Però la legitimitat política és només "derivada", inferior. Si, en la pràctica, és necessari que certes decisions s'imposin (el millor exemple és que les sentències judicials fan sempre una part descontenta), hi ha profunds principis que posen límits estrictes al que pot ser imposat, per tant, a la legitimitat dels poders polítics, fins al punt que fins i tot un vot unànime no pot tenir legitimitat si viola els drets naturals.

Els crítics, hereus del Pare Henri Lacordaire, veuen en el liberalisme l'establiment de l'imperi del més ric, una forma de plutocràcia. Hi ha una diferència entre la plutocràcia i un mercat polític: en un mercat polític, els rics han de cedir una part de la seva fortuna als seus oponents (i no només als seus amics) per obtenir una decisió política d'acord amb els seus desitjos, cosa que no fan ni els plutòcrates ni els polítics gastant una fortuna en propaganda. Però les crítiques no consideren això com una diferència suficient: en la seva opinió, segons la qual el poder polític legítimament ho pot tot, és obvi per a ells que la inversió política és la més rendible del món i que els vencedors no tindran cap dificultat en recuperar la seva inversió, fent del mercat polític un mal negoci per als venedors dels seus drets. Mentre que, en la perspectiva liberal, aquest desviament no és possible, ja que el poder polític només pot fer el que li és específicament delegat.

### Crítiques socials
Moltes de les crítiques al liberalisme econòmic afecten les conseqüències socials atribuïdes a l'aplicació pràctica del liberalisme.
Aquestes crítiques es basen en dos tipus principals de motivació:
- Motivacions que afirmen els valors morals (la igualtat social, la solidaritat, la fraternitat, l'ajuda als més febles, el compartir…), en nom de l'humanisme cristià o de l'humanisme laic d'essència republicana o socialista.
- Les motivacions més utilitaristes lligades a l'organització de la societat. Aquestes crítiques culpen el liberalisme de dividir la societat en classes socials o grups socials antagònics, de danyar la cohesió social i nacional. Aquestes crítiques venen històricament de la dreta contrarevolucionària que advoca per un retorn a la societat orgànica (organicisme) o del corrent de pensament nacionalista que vol promoure la cooperació entre les classes en interès de la nació.

#### La qüestió de la desigualtat i de la distribució de la riquesa generada
Una crítica molt comuna és que el liberalisme econòmic beneficia els que ja són rics i seria desfavorables als més pobres, dins de les nacions (entre classes socials)i entre les nacions. En efecte, la majoria dels rics es poden permetre el luxe d'invertir per a un enriquiment futur, mentre que els més pobres no compten amb aquests recursos. Això donaria com a resultat una creixent escletxa entre la riquesa dels rics i les classes més pobres i amb freqüència una pauperització més important de les classes més pobres.
El liberalisme econòmic ha estat acusat de provocar un augment de les desigualtats socials. L'economista keynesià nord-americà Paul Krugman, va dir el 2008, respecte a les polítiques liberals menades als Estats Units després de la dècada de 1970 i la dècada de 1980, sobre les institucions posades en marxa a partir del New Deal de Franklin Roosevelt: "aquestes institucions i aquestes normes han estat destruïdes, el que ha dut a un augment de la desigualtat".
Al nivell internacional, les polítiques del Fons Monetari Internacional són acusades de portar a conseqüències socials devastadores i de fer créixer la pobresa. L'economista neokeynesià Joseph Stiglitz ha acusat l'FMI de posar l'interès del seu principal accionista, els Estats Units, abans de les nacions menys afavorides.
Els liberals no comparteixen aquesta anàlisi i sostenen que en un pla teòric, cap sistema polític té dret a dictar als altres la forma correcta de viure la seva vida. Si certes desigualtats s'han de combatre, d'altres són el resultat de trajectòries de vida diferents, en les quals la responsabilitat recau en l'individu. Els liberals també acusen els sistemes que cerquen reduir les desigualtats formalment de mantenir-les o desenvolupar-les: l'intervencionisme social és, en última instància, contraproduent per als més pobres. En termes pràctics, els liberals es remeten als exemples de Rússia, Índia o la Xina, on hi hauria una distribució més justa de la riquesa dins les seves respectives poblacions un cop les seves economies s'han liberalitzat i que ara coneixen guanys en rendiments significatius. El mateix es pot dir sobre les economies del sud-est asiàtic, o sobre la d'alguns països del Magrib, que no han patit cap endavant fins a la dècada de 1980, quan s'han allunyat del socialisme en profit del lliure mercat. L'Estat s'atribueix la funció de protegir les llibertats individuals, inclosos el dret natural de propietat privada, i per això lluita contra el robatori. Se suposa en aquest cas que intervé per impedir que les màfies i els oligarques estableixin monopolis. El caràcter liberal d'aquesta justificació de la intervenció de l'Estat, però, és contestada per nombrosos liberals, inclosos els de la tradició austríaca.
Responent a les crítiques a Llibertat econòmica i intervencionisme, l'economista austríac Ludwig von Mises va escriure: "El liberalisme econòmic no lluita pels interessos dels rics d'avui. Al contrari, el que el liberalisme econòmic vol és deixar les mans lliures per a qualsevol persona amb l'enginy de suplantar els rics d'avui oferint als consumidors productes millors i més barats. La seva preocupació principal és eliminar tots els obstacles a la millora futura del benestar material de la humanitat o, en altres paraules, l'abolició de la pobresa.

#### La qüestió de la pobresa i de l'atur
El liberalisme econòmic és acusat de fer caure en la pobresa els que no poden participar amb èxit en la competició liberal o que serien presumptes víctimes d'accidents de la vida.
Karl Marx acusà el capitalisme d'haver permès desenvolupar voluntàriament un cert nivell d'atur per a constituir allò que ell anomena un exèrcit de reserva de treballadors mantenint una pressió constant a la baixa sobre els salaris.
Els liberals per la seva banda, sostenen que el liberalisme econòmic és el millor motor de creació de riquesa, ja que allibera els talents i les iniciatives i les dinamitza a través del joc de la competència i l'atractiu de la remuneració, que la riquesa creada és aprofitada per tothom. En un nivell pràctic, destaquen les xifres de l'Observatori de les desigualtats segons les quals "el nombre de pobres en el món va disminuir d'1,9 a 1,4 milions de persones entre 1981 i 2005, segons dades del Banc Mundial que utilitza una línia de pobresa fixada en $ 1,25 al dia per habitant. Una evolució que és més positiva en tant que al mateix temps la població mundial ha augmentat. Com a resultat, la taxa de pobresa s'ha reduït a la meitat: de 52 a 26% de la població mundial. Les crítiques fan, però, remarcar que l'Observatori precisa, relativitzant el nombre però no la tendència: "Això no obstant, aquesta valoració positiva ha de ser matisada. La línia de pobresa es considera particularment baixa: en duplicar el llindar a 2,5 dòlars per dia, hi ha més de tres mil milions de persones pobres, més de la meitat del planeta.

### Crítica respecte dels serveis públics
Les dues principals dificultats en l'anàlisi de l'adequació dels serveis públics en el criteri del liberalisme econòmic resideixen:
- En primer lloc, en el principi a priori, sostengut pels liberals de menys estat.
- En segon lloc, a nivell tècnic, en la mesura proposada, només financera, de la utilitat o dels beneficis esperats, que no tenen en compte les qüestions socials o de l'ordenació del territori per exemple.

També hi ha altres punts en aquesta anàlisi que són sovint criticats, com per exemple: l'horitzó temporal, considerat generalment a curt termini, o el postulat d'una millor gestió econòmica per part del sector privat. Alguns economistes subratllen també les externalitats positives què tenen els serveis públics en l'economia, com ara la formació d'una mà d'obra qualificada a través dels serveis d'educació. Una vegada més, això obté un relatiu consens entre els liberals, que sovint defensen el finançament estatal d'una educació mínima, sobretot si res no l'obliga a oferir-la de manera directa i menys encara amb un monopoli. Milton Friedman proposa que l'Estat financi els valors educatius per deixar als pares la lliure elecció de l'escola, mentre que Friedrich Hayek adopta una posició propera a Llei, legislació i llibertat'.

#### Arguments liberals
- Menys Estat: en aquest punt donen suport a la igualtat de drets, que implica un accés equitatiu a les ocupacions públiques posades regularment en joc (i no oferts a perpetuïtat a una organització, que se suposa que encarna l'Estat). A la pràctica els liberals limiten l'esfera de l'Estat a les funcions bàsiques: l'exèrcit, la policia i la justícia.

- Eficiència: la qüestió és saber si aquests serveis es presten de la manera més eficient possible, que només es pot establir en concurrència competitiva. Per tant, s'han d'obrir aquests sectors a la competència, per tal que es forneixin de manera eficaç i que els recursos, eventualment perduts, puguin ser reassignats a altres usos.

- Utilitat: és principalment a través del que la gent està disposada a pagar que es defineix la utilitat d'un servei. Com a tal, una comunitat ha de posar esment en permetre accedir a aquests serveisl a les persones vulnerables, a través de les assignacions, que han de ser dissenyades per a no pertorbar el mercat:

- - permetent els beneficiaris decidir a quin proveïdor es volen adreçar: xec educatiu

- - preferint un subsidi únic multi-propòsit (habitatge, alimentació, transport, etc.) en comptes d'una multitud d'avantatges específics que creen tants de mercats artificials i captius, o pitjor encara, unes atribucions administrades per cua d'espera (i amiguisme, corrupció, etc.) D'altra banda, un subsidi únic és més fàcil de manejar per a l'administració i pels beneficiaris.

- - fixant el nombre de beneficiaris per tal que no els donin molt de pes econòmic en el mercat, ni un pes polític que condueixi a no sortir de l'espiral subsidiària fins a l'esclat del sistema.

Altres també posen èmfasi en l'efecte negatiu dels subsidis sobre els preus; assignar un subsidi d'habitatge, és probable que faci augmentar els lloguers i, per tant, no canviarà res, mentre que augmentarà la dependència de les persones davant l'Estat.
Alguns conclouen que el liberalisme econòmic necessàriament elimina les despeses col·lectives, i per tant, les despeses relatives a uns equipaments molt costosos. Això probablement prové d'una definició molt estricta de la comunitat, reduïda als poders públics, amb exclusió de les associacions privades, com ara les mutualitats, les ONG i altres associacions o empreses.

### Crítiques mediambientals
El liberalisme econòmic és objecte de crítiques pel seu impacte sobre el medi ambient. En termes pràctics, els seus opositors han criticat des del segle xix la degradació del medi ambient o del paisatge causada pel desenvolupament industrial del capitalisme.
Els opositors del liberalisme econòmic creuen que la recerca de la maximització del benefici individual, adoptada pel liberalisme econòmic, no té en compte l'interès col·lectiu i, per tant, del medi ambient. Els crítics diuen que els models liberals no s'adonen de la relació entre creixement econòmic i desenvolupament sostenible (incloent els seus aspectes ambientals, però també els socials), especialment en la comptabilització del capital natural i la internalització dels costos ambientals en els preus dels productes. La recerca del màxim benefici, que caracteritza el model liberal, ensopegaria amb la impossibilitat d'integrar el cost real dels recursos naturals en els preus dels productes bàsics, especialment en una lògica del curt termini en matèria de retorn sostenible de la inversió.
Els crítics creuen que la introducció de polítiques de desenvolupament sostenible requereixen la intervenció de l'Estat en l'economia de mercat. També creuen que el liberalisme no és realment creador de valor, ja que la mesura convencional del creixement econòmic, en termes de producte interior brut (PIB), no inclou la destrucció de valor representada per la disminució de l'stock de recursos naturals.
Els defensors del liberalisme econòmic, per la seva banda, creuen que la qüestió del medi ambient es té en compte en algunes teories econòmiques liberals. Una de les teories liberals del medi ambient (la New Resource Economics) advoca per la privatització dels béns naturals, argumentant que la propietat privada es manté millor que els béns públics i que el preu és el millor regulador de l'escassetat de propietat. L'economista nord-americà F. L. Smith escrigué el 1992: "No es tracta de construir un món on, com voldrien els verds, els arbres i els animals tendrien drets, sinó d'una societat en la qual cada arbre i cada animal tendria un propietari i, per tant, un defensor.

## Perspectiva històrica
Per a l'historiador marxista Eric Hobsbawm, les polítiques liberals, aplicades aquí i allà durant la segona meitat del segle xx, mai han estat capaces de reduir el pes de l'Estat per al lliure mercat. Escriu, citant el cas de l'etapa dels governs de Ronald Reagan als Estats Units o els de Margaret Thatcher al Regne Unit durant la dècada de 1980: de fet, sectors sencers de l'economia podrien ser gestionats com una empresa prenent com a consideració només la seva rendibilitat [...]però, a diferència del que voldrien fer creure els ideòlegs, no podien funcionar com a mercats. En qualsevol cas, la majoria dels governs neoliberals es van veure obligats a gestionar i dirigir les seves economies, tot pretenent tan sols encoratjar les forces del mercat. D'altra banda, no hi havia manera de reduir el pes de l'Estat.
Ampliant aquesta anàlisi el filòsof Slavoj Zizekavança que "no existeix un mercat neutral: en cada situació particular, les coordenades de l'acció comercial es regeixen encara per les decisions polítiques. El veritable dilema no és si l'Estat ha d'intervenir o no, sinó de quina forma ho ha de fer.